# 趙燕驊
趙燕驊（1962年2月10日—），香港公務員，曾擔任西貢民政事務專員。原任職語文教育學院教員的趙燕驊在1985年加入香港政府入職行政主任職系，及後被派至不同部門任職，並升任至職系內最高級的高級首席行政主任。他在2003年任職投資推廣署企業服務主管時負責維港巨星匯的撥款，亦在2014年雨傘革命時擔任負責管理政府總部的行政署首席行政主任而為人所識。從2017年10月起至2022年8月底退休前，他獲委任為西貢民政事務專員。

## 早年生涯
趙燕驊出生於1962年2月10日，他在大學畢業後曾一度於語文教育學院任教。

## 公務員生涯
在1985年6月，趙燕驊加入香港政府於政務總署任職二級行政主任，及後被調派至教育署並升任一級行政主任。他在1993年至1995年以兼讀形式在香港大學完成公共行政碩士學位課程，繼而進一步在1996年1月於市政總署擢升為高級行政主任，再轉輾於香港金融管理局、選舉事務處及機電工程署等部門出仕。
投資推廣署在2003年SARS事件後為重振香港經濟而撥款予香港美國商會籌辦維港巨星匯，當時職級為總行政主任的趙在投資推廣署任職企業服務主管，負責向美商會支付批出款項的行政工作。最終整個活動因安排混亂而接連被審計署、廉政公署、公務員事務局及立法會調查，而趙除了接受公務員事務局調查外，亦在署任助理署長期間出席立法會聽證。他在立法會上解釋因美商會多次以急需款項為由催促而支付五千萬港元撥款，但調查結果指款項在撥出後閒置兩星期，並非急需而可在律政司給予法律意見後執行。另外，他更在調查委員會上反撃委員均以如何節省開支的角度質疑浪費公帑，而沒有釐清促進經濟的維港巨星匯是純支出項目。最終，各調查機構均沒有向趙提出追究處分。及後，趙獲調派至社會福利署擔任負責津貼及策劃的總行政主任職位。

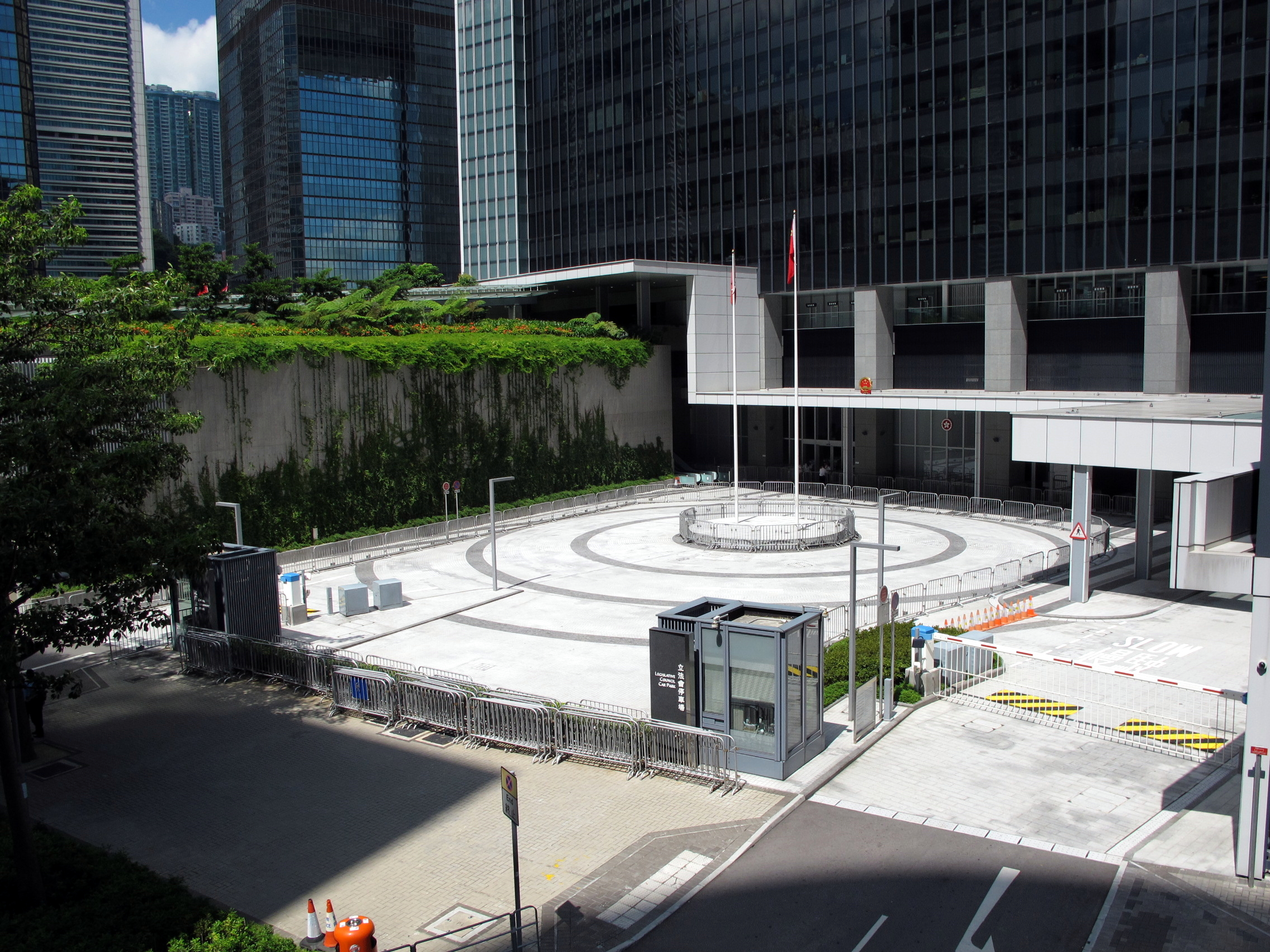
趙曾負責管理政府總部保安及設施等事宜

在2014年雨傘革命時，趙擔任行政署首席行政主任，並負責管理政府總部保安及設施等事宜，包括審批政總東翼前地的集會申請。及後，趙就重奪「公民廣場」行動而被傳召上庭解釋行政署審批集會申請比香港警務處更嚴謹的原因，更反駁辯方律師只在週末開放政總前地已經足夠讓示威者對特定議題表達意見，同時在庭上亦強調政總前地是政府物業而非公眾地方。政總前地爭議過後，趙被調派出任民政事務總署助理署長，專責国庆庆祝活動的籌備工作，包括代表港府參與全港各界組成的籌備委員會。
在2017年10月9日，趙獲港府委任為西貢民政事務專員，並在同月13日被奉為官守太平紳士。雖然他甫上任即爆出副手郭仲佳誣告前任蕭慕蓮贪污，但趙未受影響並順利在2018年正式升任為高級首席行政主任。與此同時，重建橋咀碼頭及西貢公路修整系列工程亦陸續開始及完工。在2020年起，趙多次在民主派控制的西貢區議會上以議程不符合職權為由離席，有關議題除監察警務處及12港人案之外，亦包括設立社區連儂牆及陶輝在區內的牌照屋違例等。最終，區議員梁衍忻在會議上提出討論官員離席情況，惟趙仍以不符合職權為由將議程剔除並離席。
及後，趙於地區支援港府應對2019冠狀病毒病疫情的工作，亦為民政事務局及民政事務總署拍攝宣傳片，促請市民在被納入強制檢測公告或限制與檢測宣告後合作接受病毒檢測。在應對疫情上表現優異的他在2022年7月27日於香港2022年度授勳及嘉獎名單上獲頒發行政長官公共服務獎狀。雖然疫情尚未完結，但是年滿60歲並延任數月的他最後在2022年8月31日後退休卸任。退休後，他一度獲民政事務總署聘用為總研究主任。

## 個人生活
趙燕驊在2000年代末成為基督教徒，為香港崇真會的會友，並在2010年代初開始參與聖樂組織香港中華聖樂團，亦為一業餘演唱家。同時，他亦在工餘時間參與教會事務，曾代表崇真會擔任馬鞍山崇真中學的辦學團體校董。

## 榮譽

### 嘉獎
- 行政長官公共服務獎狀（香港2022年度授勳及嘉獎名單；2022年7月27日）[28]

### 殊勳
- 官守太平紳士（J.P.）（2017年10月13日－2022年8月31日）[17]

### 頭銜
- 趙燕驊，JP（David Chiu Yin-wa, JP，2017年10月13日－2022年8月31日）[17]